# 扎皮爾利亞 (留波姆區)
51°15′36″N 23°59′11″E / 51.26000°N 23.98639°E
扎皮爾利亞（烏克蘭語：Запілля），是烏克蘭的村落，位於該國西部沃倫州，由科韋利區負責管轄，始建1444年，面積1.47平方公里，海拔高度189米，2001年人口656，人口密度每平方公里446.26人。